# 吳春城
吳春城（1961年8月18日—），台灣民眾黨政治人物，戰國策傳播集團創辦人，壯世代教科文協會創會理事長，台灣高齡化政策暨產業發展協會理事長。2020年開始推動新術語「壯世代」。2024年成為台灣民眾黨不分區立法委員，出任民眾黨黨團幹事長，並推動《壯世代政策與產業發展促進法》。2025年2月，因「壯世代」爭議請辭立委。

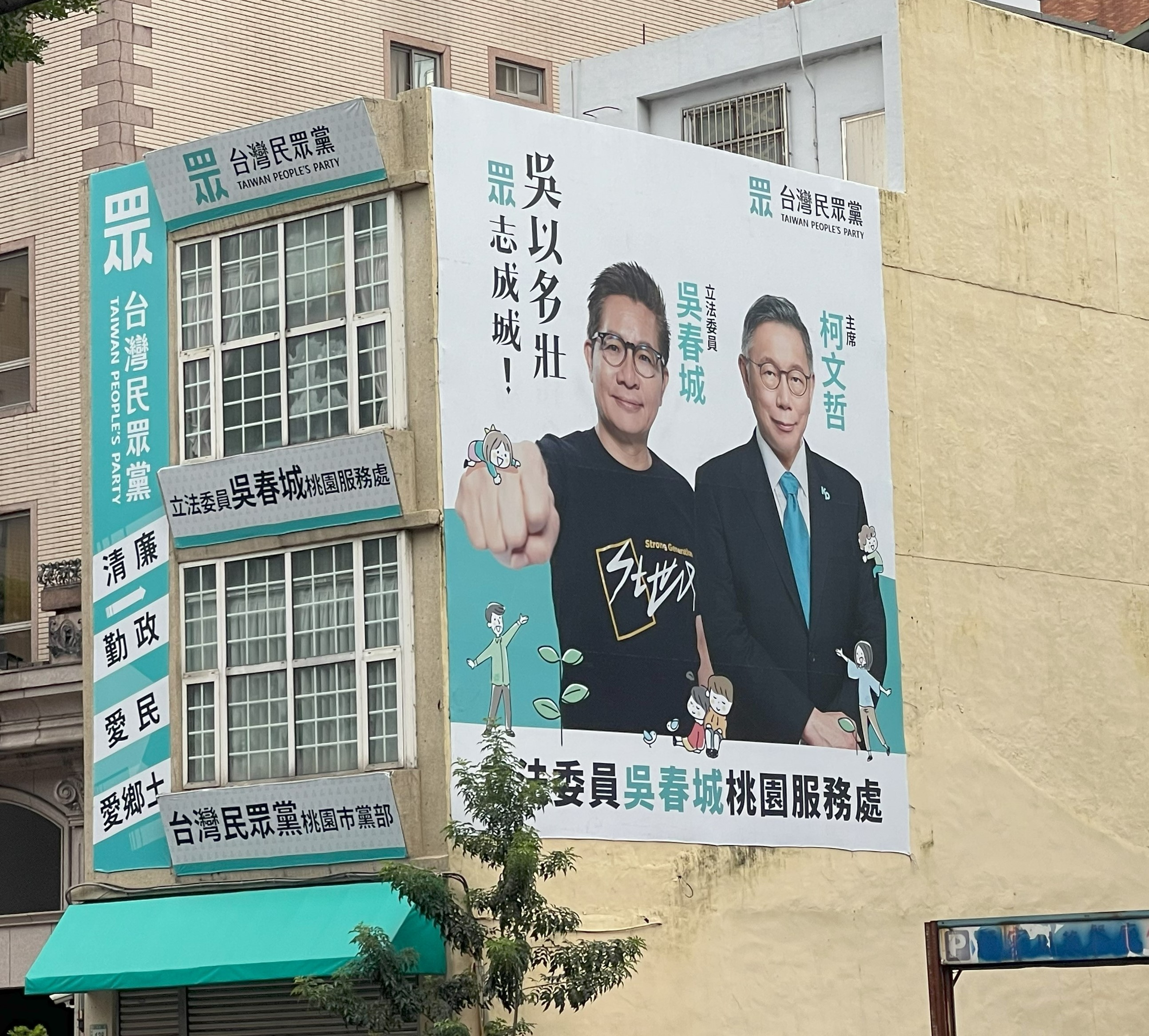
台灣民眾黨桃園市黨部，鄰近桃園市土地公文化館、桃園國民運動中心。

## 生平

### 創立戰國策顧問公司
1994年，成立戰國策顧問公司。

### 促進兩岸交流
2000年，兩岸交流停止，時任戰國策公關公司總經理的吳春城，以民間人士的身分和北京官方進行斡旋，協助中國國民黨國會次團「e世代問政聯盟」前往中華人民共和國參訪。

### 擔任卓伯源發言人
2005年，在彰化縣長選舉期間擔任中國國民黨籍參選人卓伯源的發言人。

### 創立台灣高齡化政策暨產業發展協會
2015年，與楊志良共同創立台灣高齡化政策暨產業發展協會。

### 創立壯世代教科文協會
2020年10月23日，台灣高齡化政策暨產業發展協會於立法院召開「壯世代，撞時代—打造2020全新詞彙『壯世代』」記者會，發布新名詞「壯世代」。壯世代教科文協會於2021年正式成立，創會理事長為吳春城。

### 成為立法委員

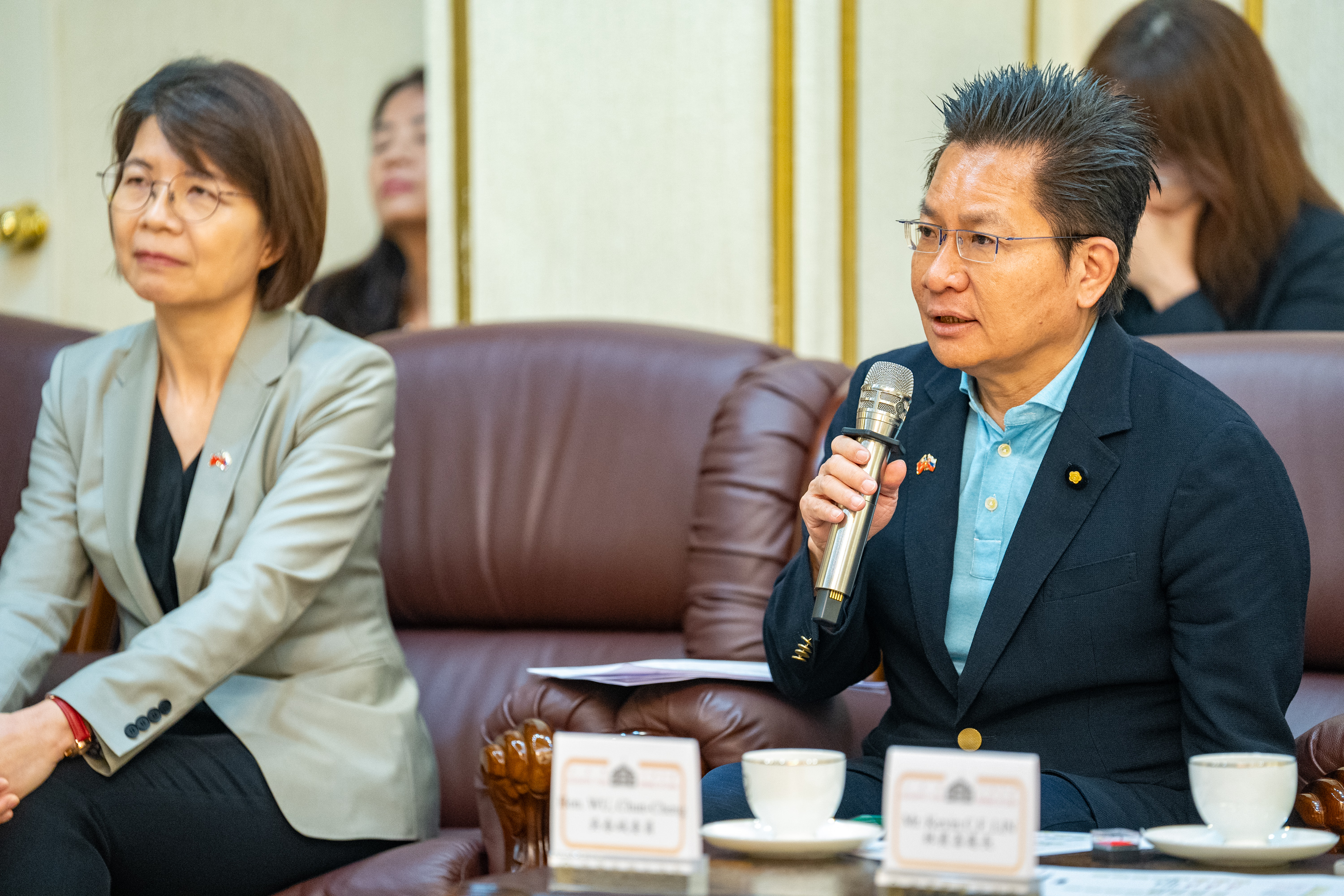
立法委員任內

於2024年立委選舉中，以台灣民眾黨不分區第四名當選第十一屆中華民國立法委員且在2月1日正式宣誓就職，繼任陳昭姿出任民眾黨黨團幹事長，參與立法院教育及文化委員會。
推動《壯世代政策與產業發展促進法》，在2024年10月提出草案，2025年1月三讀通過。
2025年2月25日因壯世代圖利爭議辭職。

## 政治參與

### 放寬退休年齡
2024年5月15日，吳春城與民進黨立委王正旭聯手共同提出勞動基準法第54條修正動議案，讓原本65歲強制退休年齡規定放寬，新增「得由勞資雙方協商延後之」，同年7月15日由立法院三讀通過。

### 學校供餐法
2024年2月，民眾黨立委黃珊珊、吳春城舉行「學校供餐法」公聽會，討論如何完善營養午餐相關法規。他們指出，相較日本、韓國，台灣營養午餐管理明顯鬆散，食材挑選、營養成分或食安控管都缺乏統一法規管理，目前國內中小學營養午餐普及率9成9，但品質卻不如預期。吳春城認為，專法不應限縮在國中小，可向上延伸到高中、向下延伸到幼兒園，讓18歲以下的學童都能受到完善照顧。

### 推動反同愛家公投
時代力量稱，2018年中華民國全國性公民投票時，吳春城透過自家的戰國策集團，承接、委託多項反同業務，包含愛家公投行銷及反同政黨安定力量議題行銷等。

### 推動放寬高齡駕駛
吳春城認為，現行的高齡駕駛政策是對於壯世代的歧視，他認為高齡者是肇事率最低的群體，反對政府限制高齡者開車的權利，要求交通部研擬放寬。

## 爭議

### 戰國策阻擋揭弊者保護法
時代力量曾召開記者會質疑，吳春城創辦的戰國策傳播集團自2019年起和永豐集團合作，金額高達數千萬，共同修改揭弊者保護法立法，與民眾黨不分區第二名黃國昌立場相左。吳春城稱早已不參與公司業務且已辭退所有職務，對和永豐集團之合作案毫無所悉。
時代力量發言人余佳蒨反批吳春城說謊，稱戰國策傳播集團之官網至2023年11月止，管理團隊頁面上仍有吳春城之名。且戰國策之董事長兼執行長為吳春城妻張美慧，怎會對數千萬的合作案不知情？

### 利益衝突

#### 疑似涉嫌圖利壯世代協會

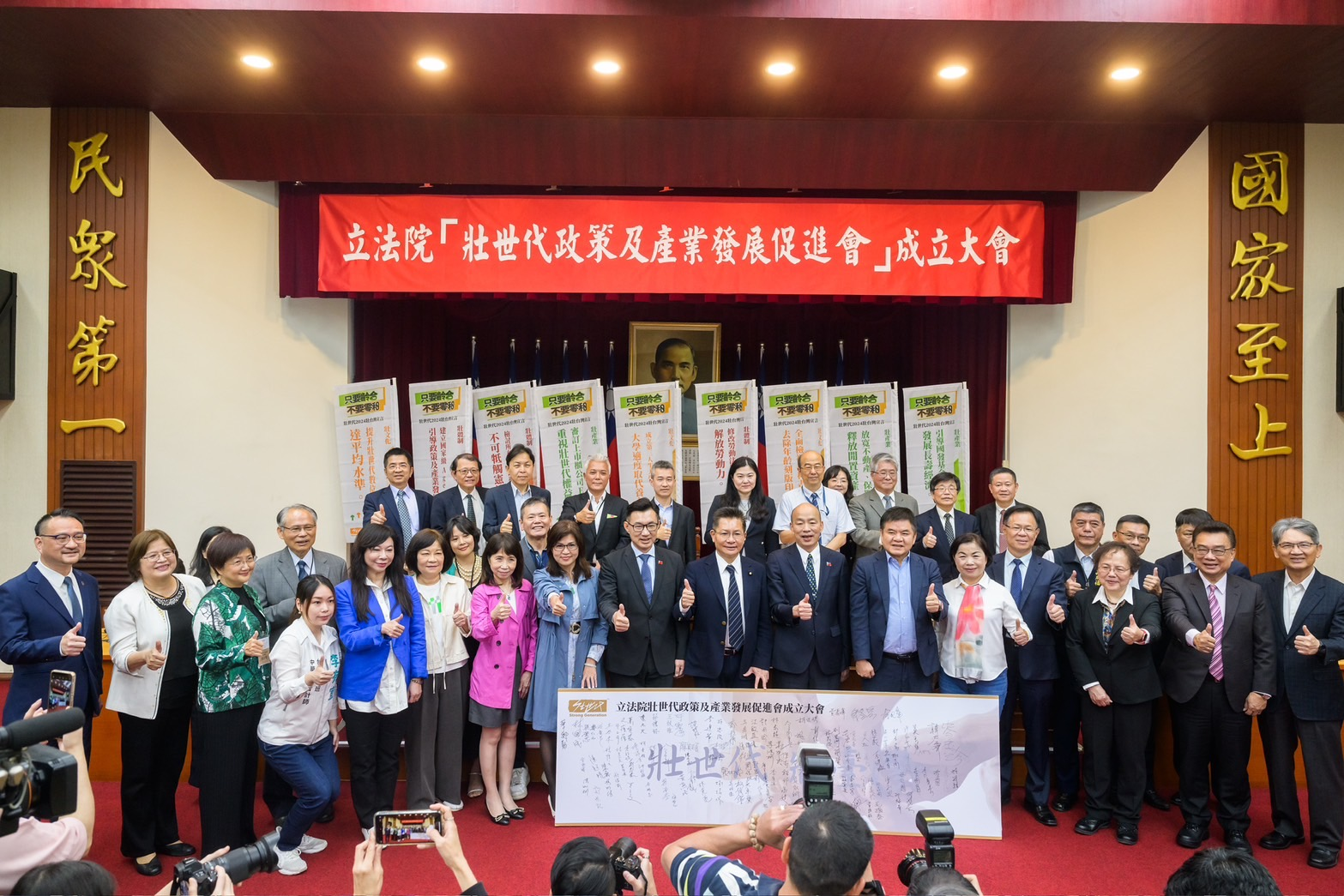
《壯世代政策及產業發展促進會》成立大會

吳春城擔任立委後力推《壯世代政策及產業發展促進法》，甚至在質詢文化部、數位部時，以及審查《學生輔導法》時皆不斷提及壯世代，以多項提案凍結國家發展委員會、故宮和體育署的預算，並要求國發會進行壯世代法案專報。民進黨立委吳沛憶在2025年1月22日質疑，該法才剛通過就凍結諸多預算「非常不合理」，而且吳春城名下有和壯世代有關的協會，恐涉嫌圖利，吳春城因而在議場內對吳沛憶拍桌、叫囂。時代力量黨主席王婉諭指出：「戰國策國際顧問公司」、「五六七八久社會企業」、「壯世代教科文協會」的登記地址都相同，其理監事也全都是吳春城的太太、小孩，吳春城推動壯世代相關法案有利益迴避的問題。
面對質疑，吳春城表示自從擔任立委後就沒參與政府標案，也沒向任何人收取專利費，外界的說法是抹黑。而壯世代協會表示未來將不會參與中央政府及所屬機關之標案。然而，事實上，壯世代協會過去曾多次參與政府標案，其中勞動部勞動力發展署在2024年4月的「2024壯世代就業菁采獎選拔表揚活動」和其它3件嘉義市政府的案子，公告時間都在吳春城就任立委後。

#### 家族參與政府標案
2025年1月25日，立委林楚茵指出：不只壯世代協會，自從吳春城擔任立委後，其家族相關的公司、協會，包括戰國策國際顧問、順律國際顧問、爆米花數位資訊等公司，以及壯世代教科文協會，參與的中央政府和地方政府標案金額超過2千萬。針對吳春城是否違反《貪污治罪條例》，臺北地檢署已分案調查。

### 財產申報不實
根據經濟部商工登記公示資料，吳春城之妻張美慧為「壯世代社會企業股份有限公司」董事長，持股10萬股；張美慧另擔任彥鑫實業股份有限公司監察人，持股1萬股，但此二項資訊未見於2人在2024年的公職人員財產申報資料。

## 著作
- 《壯世代之春：高齡解放運動9大預測》，壯世代出版，2022年

## 選舉紀錄
| 年度 | 選舉屆數             | 選舉區                                 | 所屬政黨   | 得票數    | 得票率 | 當選標記 | 備註 |
| ---- | -------------------- | -------------------------------------- | ---------- | --------- | ------ | -------- | ---- |
| 2024 | 第十一屆立法委員選舉 | 全國不分區及僑居國外國民立法委員選舉區 | 臺灣民眾黨 | 3,040,615 | 22.07% |          |      |

## 家庭
妻子張美慧為戰國策傳播集團董事長兼執行長、壯世代社會企業股份有限公司（前身為五六七八久社會企業有限公司）負責人。

## 外部連結
| 中華民國中央公職人員 | 中華民國中央公職人員                                                       | 中華民國中央公職人員 |
| -------------------- | -------------------------------------------------------------------------- | -------------------- |
| 臺灣民眾黨           |                                                                            |                      |
| 前任： 黃珊珊        | 台灣民眾黨立法院黨團副總召集人 第十一屆第二期 2024年8月21日－2025年1月31日 | 繼任： 張啓楷        |